# Síndrome de deficiência de canal semicircular superior
A síndrome de deiscência de canal semicircular superior, ou síndrome da deiscência do canal semicircular superior, é uma condição patológica rara, descrita pela primeira vez na literatura médica em 1998, que consiste em perfurações no canal semicircular superior, dentro do ouvido.

## Causa
A principal causa da síndrome é o desgaste da camada óssea que recobre o canal semicircular superior. 

## Sintomas
Os sintomas incluem perda de audição e problemas de equilíbrio, provocados principalmente por barulhos altos ou mudanças de pressão na cabeça.